# آزادی (مجموعه‌فیلم)
آزادی (روسی: Освобождение) یک مجموعه فیلم در ژانر جنگی و حماسی به کارگردانی یوری اوزرو است که در سال ۱۹۷۰ منتشر شد.
این مجموعه روایتی دراماتیک از آزادی مناطق متعلق به اتحاد جماهیر شوروی و شکست آلمان نازی در جبههٔ شرقی بوده و روی پنج نبرد اصلی جبههٔ شرقی (نبرد کورسک، نبرد دنیپر، عملیات باگریشن، نبرد برلین و نبرد ویستولا–اودر) متمرکز است.

## بازیگران
- نیکولای اولیالین
- میخائیل اولیانف
- واسیلی شوکشین
- ایوو گارانی
- باربارا بریسکا
- دانیل اولبریخسکی
- یان انگلرت
- فرانچیشک پیه‌چکا
- لئونید کوراولیوف
- یوری نظروف
- میخائیل گلوسکی
- آناتولی بوریسوویچ کوزنتسوف
- نیکولای روبنیکف
- برونو اویا
- فلورین پی‌یرسیک
- ایگناتسی ماخوفسکی
- هنریک واپینسکی
- ولادلن داویدوف
- استانیسواف یاشکیویچ
- فریتس دیتس
- گرت میشائل هنبرگ